# Fight Night Champion
Fight Night Champion — відеогра в жанрі боксу, розроблена EA Canada і опублікована EA Sports. Це п'ята гра в серії Fight Night, яка вийшла 1 березня 2011 для Playstation 3 і Xbox 360. Гра була анонсована 7 липня 2010 року в студії EA Sports. Гра робить різкий поворот в сторону, на відміну від своїх попередників. Налаштування анімацій та пошкодження гравця, які «по-справжньому передають жорстокість боксу».
Перша гра EA Sports, в якій є справжній голлівудський сюжет в чемпіонському режимі. Історія оповідає про кар'єру Андре Бішопа, талановитого молодого боксера, який змушений долати великі невдачі, в тому числі тюремне ув'язнення і корумповані бої. Чемпіонський режим призначений для передачі жорстокості і тягощів спорту з боксу.
Версія IOS в грі була опублікована HB Studios.
Перша гра EA Sports, яка має рейтинг М від ESRB в Північній Америці. IOS версія була випущена трохи пізніше консольних версій.

## Особливості
- Керуйте ударами боксера з недосяжною раніше точністю завдяки новій системі управління грою. Від розгонистих ударів з плеча до жалких джебів і нокаутуючих кросів — ваш арсенал у всіх сенсах вразить ваших противників.

- Рухайтеся по рингу і тонко розраховуйте час атаки. Найкращий у своєму класі рушій, раніше використовувався в Fight Night Round 4, тепер дозволить вам використовувати ще більш різносторонній арсенал прийомів у захисті та нападі, а також комбінувати удари і переміщення.
- Історичний режим. Створіть своє друге «„я“» і відправте його на ринг проти чемпіонів минулих років. Тренуйтеся, набирайте очки за допомогою рейтингових боїв і заробляйте репутацію серйозного суперника. Відкрийте для свого боксера простори Інтернету і виставте його проти найкращих бійців з інших країн в суперечці за пояса місцевих або всесвітніх організацій в абсолютно новому режимі Fight Night Nation.
- Реалізм і достовірність. Fight Night Champion неймовірно правдоподібно передає візуальну картинку, стиль життя і культуру світу боксу, чому чимало сприяє реалістичне відображення крові і травм, а також украй життєві слова і вирази. Відчуйте всю брутальність і жорстокість світу боксу.

## Режим Champion

### Сюжет
Боксер Андре Бішоп відбуває термін у виправній установі. Після перемоги в тюремному матчі проти іншого ув'язненого, він був загнаний в кут і по-звірячому побитий декількома ув'язненими і противником по бою. Бішоп прокидається важко пораненим і побитим.
З'являється флешбек, який показав історію Бішопа чотирирічної давнини. Професіональна кар'єра Бішопа починається після перемоги над дев'ятикратним аматорським чемпіоном Джоелом Савоном, яка дає йому визнання в якості суперника. Після декількох успішних боїв до нього і його тренер Гуса Каріси звертається Д. Л. Маккуїн, відомий промоутер боїв і давній ворог Каріси, і пропонує сприяти кар'єрі Андре під керівництвом його дочки Меган. Після двох відмов, зав'язується суперечка між нечесним промоутером і Бішопом. Маккуїн продовжує закликати Андре підписати контракт з ним, але він щоразу дає відмову. Незабаром Андре був заарештований продажними поліцейськими і потім засуджений до кількох років тюремного ув'язнення.
Незабаром після відновлення від отриманих травм, Андре починає тренуватися сам і підтримувати себе у формі, перебуваючи в ув'язненні. Він обурений, дізнавшись, що його брат Раймонд став професійним суперважкоатлетом у компанії Маккуїна, яка образила Андре. Незабаром після звільнення Раймонд організовує його на роботу як помічника тренера. Андре б'є двох важкоатлетів у ході чергових сесій спарингів. Меган підходить до нього незабаром після цього, пропонує стати його менеджером і розповідає, що пішла з бізнесу батька через розбіжності. Гус повертається як тренер Андре і допомагає йому зробити несподіване повернення, як важкоатлет.
Після декількох успішних боїв брата, Андре хоче допомогти йому підвищити шанси проти Ісаака Фроста, важкоатлета-чемпіона світу. Під час бою з Раймондом Андре падає, але не встає для того, щоб його брат зміг виграти титул. Раймонд зустрічається з Фростом і програє в першому раунді нокаутом. Обурений, Андре викликає Фроста на бій і перемагає нокаутом. Він стає чемпіоном світу в суперважкій вазі, а Маккуїн заарештований, його брудний бізнес на рахунок Андре розкривається.

## Боксери
| Агрегатор    | Оцінка                      |
| ------------ | --------------------------- |
| GameRankings | 86.50% (X360) 83.57 % (PS3) |
| Metacritic   | 85/100 (X360) 85/100 (PS3)  |

| Видання                  | Оцінка      |
| ------------------------ | ----------- |
| 1Up.com                  | B+          |
| Computer and Video Games | 8.5/10      |
| Eurogamer                | 8/10        |
| Game Informer            | 9/10        |
| GamePro                  | [ 10 ]      |
| GamesRadar+              | 8 out of 10 |
| GameTrailers             | 9.3/10      |
| IGN                      | 8.0/10      |
| X-Play                   | 5/5         |

У Fight Night Champion понад 50 боксерів в цілому в семи вагових категоріях, що робить найбільшим списком з боксерами в серії. Існують додаткові бійці, доступні через завантаження контенту не у вільному доступі.
У важкому
- Майк Тайсон
- Мохаммед Алі
- Віталій Кличко
- Володимир Кличко
- Леннокс Льюїс
- Кріс Арреола
- Едді Чемберс
- Джордж Форман
- Джо Фрейзер
- Девід Хей
- Евандер Холіфілд
- Сонні Лістон
- Томмі Моррісон
- Баттербін (Ерік Еш)
- Джек Демпсі (DLC)
- Джек Джонсон (DLC)
- Джо Луїс (DLC)
- Роккі Марчіано (DLC)
- Флойд Паттерсон (DLC)

В напівважкій вазі
- Джо Кальзаге
- Чед Доусон
- Бернард Хопкінс
- Рой Джонс

Середній
- Марвін Хаглер
- Джейк Ламотта
- Ерісланді Лара
- Рей Леонард
- Пітер Манфредо
- Ентоні Мандайн
- Карлос Монсон
- Серхіо Мора
- Келлі Павлік
- Рей Робінсон
- Джермейн Тейлор
- Фернандо Варгас
- Рональд Райт
- Даніель Джейкобс
- Томас Хернс (DLC)
- Бернард Хопкінс (DLC)
- Рой Джонс (DLC)

Напівсередня
- Емануель Огастес
- Тім Бредлі
- Хуліо Сесар Чавес
- Мігель Котто
- Оскар Де Ла Хойя
- Ріккі Хаттон
- Томас Хернс
- Кендалл Холт
- Заб Джуда
- Шуґар Рей Леонард
- Шейн Мозлі
- Віктор Ортіс
- Менні Пак'яо
- Роберто Дуран (DLC)
- Пернелл Уїтакер (DLC)

Легкий
- Дієго Корралес
- Роберто Дуран
- Роберт Герреро
- Джессі Джеймс Лейх
- Вінні Паз
- Пернелл Уїтакер
- Оскар Де Ла Хойя (DLC)
- Менні Пак'яо (DLC)

Напівлегкий вага
- Біллі Діб
- Юріоркіс Гамбоа
- Кевін Келлі
- Менні Пак'яо (DLC)

Найлегший
- Ноніто Донер

## Решта посилання
- Офіційний сайт гри [Архівовано 19 вересня 2016 у Wayback Machine.]